# Kiskunfélegyháza
Kiskunfélegyháza (németül: Feulegaß, jiddisül: פֿיילעדאַז) város Bács-Kiskun vármegyében a Duna–Tisza közi homokhátság középső részén a Kiskunságban fekszik, a Kiskunfélegyházi járás központja. A lakónépesség szerint a vármegye harmadik legnagyobb települése. Nevezik Petőfi és Móra városának is. 1774. február 4-én kapott mezővárosi rangot.

## Fekvése
A Bács-Kiskun vármegyei középváros a Duna–Tisza közén, a Kiskunsági löszös hát déli részén helyezkedik el.

### Megközelítése
Jelentős közlekedési csomópont: áthalad rajta az 5-ös főút és az M5-ös autópálya; innen indul Szentesre a 451-es főút, az 542-es főút pedig a városközpont nyugati irányú elkerülését szolgálja. Itt ér véget a Szolnoktól Tiszakécske és Tiszaalpár érintésével idáig húzódó 4625-ös út és a Nagykőröstől idáig vezető 4614-es út (utóbbi a jelenlegi állapotában a szakaszai nagy részén csak mezőgazdasági útként funkcionál). Izsákkal az 5302-es, Kiskunmajsával az 5403-as, majd az 5402-es út köti össze. Határszélét érinti még északon a leginkább Fülöpjakabot és Kunszállást kiszolgáló 5401-es út délen pedig a Petőfiszállás főutcájának tekinthető 5441-es út is.
A város vasúti forgalma is kiemelkedő: a Budapest–Szeged vasútvonalon fekszik – melynek itteni állomása Kiskunfélegyháza vasútállomás –, de közvetlen vonatok közlekednek Kiskunhalasra, Szentesre, és Lakiteleken át Szolnokra is. Kiskunfélegyháza optimális szálláshely a kirándulónak, hiszen a közelben található Bugac, a híres kiskunmajsai fürdő , a Tőserdő és a Tősfürdő, Ópusztaszer és a Kiskunsági Nemzeti Park.
Kiskunfélegyháza Budapesttől közúton alig 100 kilométerre található, amely távolság az autópályának köszönhetően mindössze egyórás utat jelent.

## Éghajlata
| Forrás, módszertan           | Jan   | Feb  | Már  | Ápr   | Máj   | Jún   | Júl   | Aug   | Szep  | Okt   | Nov  | Dec  |
| ---------------------------- | ----- | ---- | ---- | ----- | ----- | ----- | ----- | ----- | ----- | ----- | ---- | ---- |
| Levegő átlag hőmérséklete °C | -0,35 | 0,50 | 4,89 | 10,98 | 16,88 | 19,82 | 22,34 | 22,39 | 17,52 | 12,12 | 5,41 | 0,74 |
| Szél sebessége (m/s)         | 4.82  | 4.68 | 4.20 | 4.16  | 3.84  | 4.16  | 4.15  | 4.06  | 4.46  | 4.07  | 4.15 | 4.78 |
| Csapadék (mm)                | 32    | 32   | 29   | 41    | 58    | 70    | 53    | 50    | 38    | 34    | 48   | 46   |
| Csapadékos napok száma       | 11,6  | 10,9 | 10,6 | 11,5  | 12,6  | 13,1  | 11,0  | 10,2  | 8,5   | 8,2   | 12,1 | 12,6 |

## Története

### Őstörténet, népvándorláskor
A település pleisztocén kori üledékeken terül el. A legrégebbi muzeális értékek a pleisztocén végéből származó futóhomokrétegből kerültek elő. Az ősállatok és -növények nyomaira Szalay Gyula nyomán figyeltek fel: cirbolyafenyő, ősi mohanövényzet és csontok. Mind ezek egykori tundra-jellegű klímáról tanúskodnak.
Az ember megjelenéséről tárgyi emlék nem tanúskodik. Csak a neolitikumból vannak emlékek, de Csongrád-Csanád vármegyei ásatásokból sejthető az emberi jelenlét. Mindössze egy neolit (vagy inkább bronzkori) emlék van, egy 1973-ban előkerült baltafej, amit a Kiskun Múzeumban őriznek. A további régészeti anyagegyüttes feldolgozását hátráltatta, hogy a múzeumban évekig nem dolgozott régész, az előkerült leletek pontos lelőhelye ismeretlen maradt. A terület az 5. századig a szarmatáké volt, a század közepén a hunok, majd a hunok uralma alatt élő szkírek birtokába került. A szkírek nyomait egy 1901-es lelet fényképes dokumentációja őrzi, a lelet a kecskeméti Városi Múzeumban pusztult el az első világháborúban. Az avarok a 6-7. században hoztak létre kisebb településeket a környéken. Számos avar sír került elő.

### Honfoglalás, Árpád-kor
A honfoglalás korából szórványemlékek vannak. Egy 1970-es ásatás (H. Tóth Elvira vezette) során előkerült tarsolylemez viselője részt vett a 924-es kalandozásban.
István király rendelete alapján felépült az első keresztény templom, amit ma a Templomhalom rejt. 2008 nyara óta ásatások folynak a területen. A rengeteg tárgyi emlék és a régi temetkezési hely részletei mellett előtűnt a templom déli falának nyomvonala is. A feltárások befejezését követően egy emlékparkot alakítottak ki.
A kunok IV. Béla idején érkeztek a területre, először 1239-ben, majd 1246-ban. A kunok szállásterületei érintették Félegyházát.

### Anjou-kortól 1727-ig
Az Anjou-kor a kunok feudalizálódásának időszaka. A folyamat Zsigmond uralkodása alatt gyorsult fel. Okleveles emlék 1389-ben említi először Félegyházát Feleghaz alakban: az irat megtiltja a szeri nemeseknek, hogy a Szegedről Szeren, Félegyházán átutazó kereskedő polgároktól vámot szedjenek. Félegyháza tehát a Budára vezető kereskedelmi útvonal mentén feküdt. Azt azonban nem tudni, hogy mezőváros volt-e, és mikor vált a 17. századi Kiskunság részévé. (Kiskunság megnevezés a 16. század előtt nem létezett.) A Templomhalomból szegényes Anjou- és Zsigmond-kori leletanyag került elő (Bálint Alajos, a szegedi Móra Ferenc Múzeum igazgatója vezette az ásatást). Érdekesség, hogy kun lakosságra valló temetkezési forma nem került elő.
A török a mohácsi csata után teljesen elpusztította Félegyházát. Buda ostroma után Szulajmán az Alföld számos más városával együtt felégette, Kemálpasazáde feljegyzése szerint 1526. szeptember 27-én. A feljegyzés szerint „Feleghasz”, „Kamika”, „Perlek”, „Kecskeme”, „Peszir” városok fegyverrel próbáltak ellenállni. A terület elnéptelenedett.
1699-ben I. Lipót a Jászkunságot (a Kiskunság, a Nagykunság és a Jászság összefoglaló neve az egykori okiratokban) elzálogosította. Félegyháza területe ekkor még mindig néptelen. A Rákóczi-szabadságharc után a Német Lovagrend ideiglenes zálogbirtokként bírhatta a Jászkunságot. 1731-ben lemondtak a területről, a joghatóság a Pesti Invalidusok Házára szállt.

### 18-19. század
Az újbóli betelepülés valószínűleg már 1727-ben megkezdődött. A telepítési felhívás 1743-ban történt, Podharadszki György, a Jászkun kerület kinevezett adminisztrátora bocsátotta ki. Fennmaradt a jászfényszarusi telepesek levele.

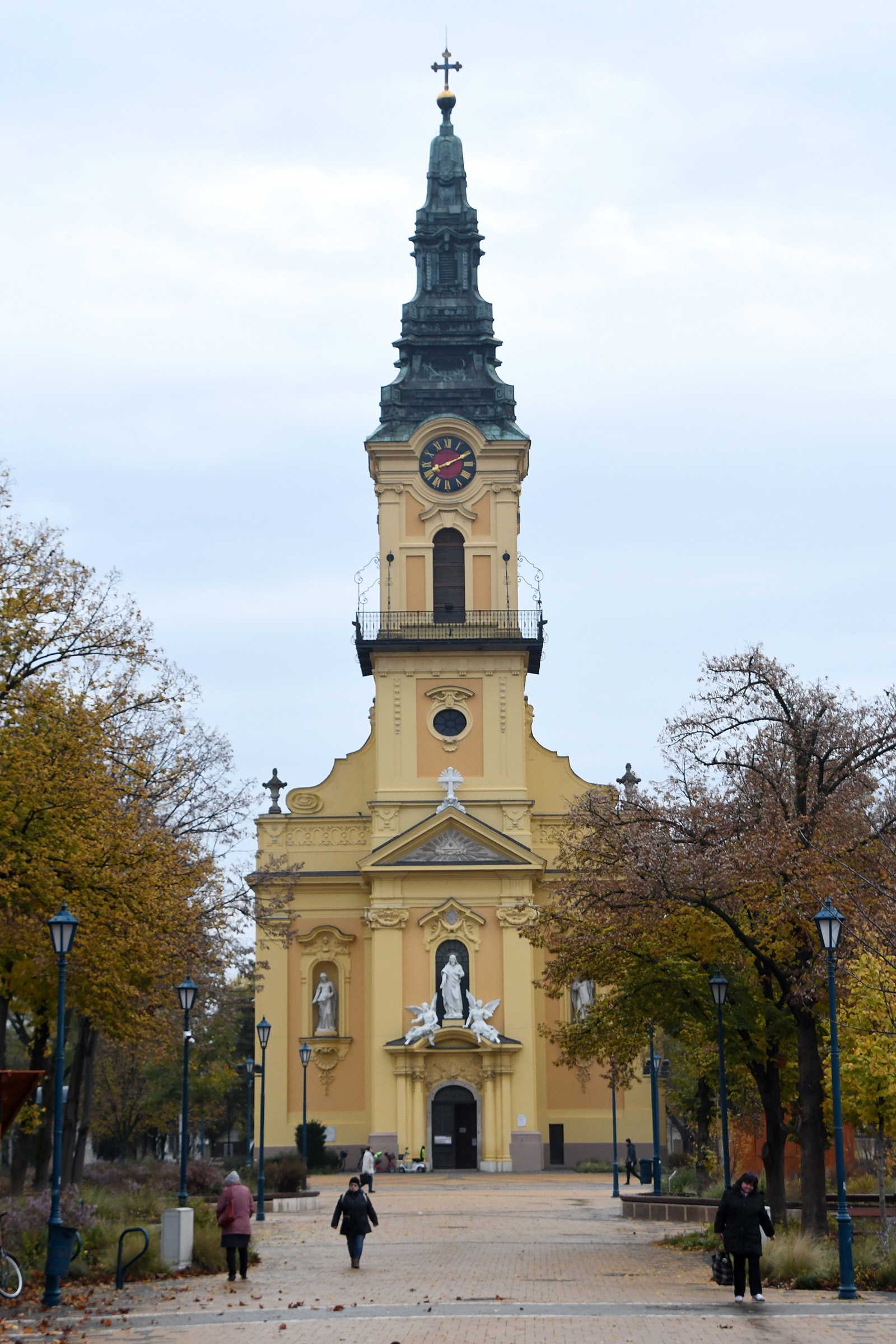
A Sarlós Boldogasszony „Ótemplom”

1745-ben Mária Terézia engedélyezte a korábban jogtalanul eladott területek visszaváltását (redempcióját). Megerősítette a jászok és kunok régi kiváltságait, mentesültek a jobbágyi kötelezettségek alól. Ezért a szabadságért 573 000 forint zálogot kellett fizetniük. A megváltott területek redempciós összege: Félegyháza földjéért 12 100, Ferencszállás pusztáért 7000, a fél Galambos pusztáért 5000, a fél Kisszállás pusztáért 2750, Félegyháza nagyvendéglőért 2000 forint, összesen 28 850 forint volt. Ezt az összeget még nem fizették ki, mikor 1753-ban 6000 forintért megváltották Csólyospusztát, 1758-ban pedig 5000 forintért Galambos puszta másik felét is. A város határa ezzel 58 000 katasztrális holdra nőtt.
1774-ben Kiskunfélegyháza mezővárosi rangot kapott Mária Teréziától, mely státusz – egyebek mellett – évi 4 országos vásár tartását engedélyezte. Ekkor már épült a város barokk temploma, amit a régi Félegyháza törökök által elpusztított korábbi templomának kövei felhasználásával építettek fel.
| Mezővárosi oklevél szövege: |
| --- |
| Mi, Mária Terézia, Isten kegyelméből a rómaiak özvegy császárnője, Magyarország, Csehország, Dalmácia, Horváthország és Szlavónia apostoli királynője, Ausztria főhercege, Burgundia hercege, Erdély nagyfejedelme, Milánó, Mantua, Parma, stb hercege, Habsburg, Flandria, Tirol grófja, Lotharingia és Barri özvegy hercege, Hetruria nagyhercege stb. a jelen oklevelünkben foglaltakkal tudtára adjuk mindazoknak, akiket illet: legalázotosabb híveink a kunsági Félegyháza birtok bírája, esküdtjei és egész közössége kérését, amelyet avégre terjesztettek Felségük elé, hogy mind az említett Félegyháza, mint a többi környező helységek javára és hasznára királyi hatalmunk teljességével és kegyével jóindulatúan jóváhagyandónak és megengedendőnek rendeljük, hogy az említett Félegyháza birtok mostantól fogva a jövőben örök időkre mindig mezőváros névnek örvendjen, ilyennek meghirdettessék és címeztessék. Ezen kívül az ugyanebben az oklevélben általunk mezővárossá emelt Félegyházán évente négy alkalommal éves vásár legyen, mégpedig az első január 20-án, a második május 27-én, a harmadik augusztus 18-án, a negyedik pedig október 4-én. S ezek az előző állatpiacokkal együtt teljesen ugyanazon jogokkal, előnyökkel szabadságokkal és mentességekkel tartassanak meg, mint városaink és egyéb kiváltságos helységeink éves szabad vásárai, azaz éves szabad piacai, együtt a szabad állatvásárral. Ezeket az előbb említett Félegyházán örökre meg lehet és meg szabad tartani. Kifejezetten hozzáadjuk azonban ehhez azt a rendelkezést, hogy amennyiben a megállapított vásárnapok vasárnapra esnének, akkor azoknak megtartását a megelőző vagy következő napon, sohasem vasárnapon engedélyezzük és hagyjuk jóvá a jelen oklevelünkben foglaltak alapján. Figyelembe kell azonban venni, a többi szomszédos helységek vásárait, az éves szabad piacait éppúgy mint az állatvásárokat. Éppen ezért titeket, az összes és minden egyes kereskedőt, ügyintézőt, piaci árust és bármely utast többszörösen biztosítunk, hogy az említett négyrendbeli vásárra, azaz éves szabad piacra és állatvásárral, amelyek megtartását – mint már mondtuk – a többször említett Félegyháza mezővárosban engedélyeztük, összes árutokkal, tárgyatokkal és javatokkal szabadon, biztonságosan, személyetek, tárgyaitok és áruitok féltése nélkül eljöhettek, itt lehettek és intézkedhettek. Ügyeitek befejeztével pedig saját lakóhelyetekre, vagy ahová akartok, visszatérhettek: személyetek és javaitok biztonságát az a különös védelem és oltalom szavatolja, amelyet mint Magyarország Apostoli Királynéja adunk, kifüggesztve közzétenni rendelünk, s azt kívánjuk, hogy elolvasása után ismét adassék vissza annak, aki bemutatta. Kiadva igen kedvelt hívünk, tekintetes és nagyságos Galántai Eszterházy Ferenc, Fraknó örökös grófja, aranygyapja valamint a jeles, István apostoli királyról nevezett rend nagykeresztes lovagja, Moson megye főispánja, valóságos belső kamarásunk és tanácsosunk keze által, valamint Magyar Királyi udvarunk által, ahol ugyanő az említett jeles Szent István rend kancellária. Kelt főhercegi városunkban, az ausztriai Bécsben, február 4-ik napján, az Úr ezerhétszázhetvennegyedik, magyarországi, csehországi, stb. uralkodásunk harmincegyedik évében. (Iványosi-Szabó Tibor: Olvasókönyv Kiskunfélegyháza történetéhez. Kecskemét, Kiskunfélegyháza Város Tanácsa, 1985. 134-135.) |

Félegyházát a kereskedelem emelte a többi kiskun település fölé. Kiskunfélegyházán a görögök voltak az első kereskedők, akik az egykor híres keleti levantei kereskedelem hagyományait hozták magukkal, s a várost bekapcsolták a Hanza-városok felvonulási területébe. Félegyháza telepítőinek a mezőgazdaság volt a főfoglalkozásuk. A városi rang és a vásártartási jog elősegítette ugyan egyes iparágak fejlődését (kovács, bognár, szíjgyártó, szűcs stb.), s a kiegyezés utáni konjunktúra létrehozott egy viszonylag jómódban élő réteget, de a mezőgazdaság monokulturális jellege megmaradt. A város ipara a 19. század végén indult fejlődésnek (leginkább a malomipar révén), majd az 1950-es évektől folytatódott (vegyipari gépgyár, műanyaggyár, cipőgyár).
A 19. századból a polgárság újszerű igényeit jelzik az akkor emelt középületek: közülük is az első, klasszicista városháza – amit az új építésekor lebontottak –, majd a szintén klasszicista Hattyú-ház, amiben Petőfi Sándor apja bérelt mészárszéket, a régi Duttyán vendégfogadó. A század második felében Budapesten már virágzó építészeti stílusokban épületek a házak: a neoreneszánsz Szent István-templom, Klazsik-ház, a romantikus Holló-ház, vagy az eklektikus Kalmár-kápolna, ami alapítványi templomként épült. A századvégen a műpártolás is jelentős volt: a Kalmár család például magánkápolnát építtetett, az általuk szponzorált fiatal festők pedig – mint például Holló László – akár Párizsba is elutazhattak. A századfordulón épült fel az új városháza szecessziós stílusban, és rengeteg polgári lakóház, kialakult a mai Félegyháza utcarajza.

### 20. század
Az 1902-ben alapított önálló városi múzeum 1912-től a Kisvárosháza (Görögház) épületében, az emeleti helyiségekben működött. 1939-ben a városvezetés különálló épületbe kívánta áthelyezni a gyűjteményanyagot. A Kiskun Kapitányság egykori kerületi székházát igényelték a megyétől, majd 1942. május 14-én megnyitott a Kiskun Múzeum a végleges helyén.
1922. október 29-én leplezték le a városháza mellett a román betörést követően 1916-ban kimenekített Petőfi-szobrot, amit eredetileg Segesváron állították fel 1897-ben.
Az 1930-as évek elején, Trianon és a nagy gazdasági világválság után egyre több magyar település próbálta a gazdaság élénkítésére az idegenforgalmat és a kultúrát használni. 1934. szeptember 2-án megtartott első Kiskun Nap fő programja az országzászló avatása volt a városháza előtt, a Szent János téren (melyet 1945-ben szétszereltek és raktárba helyeztek, majd 2001-ben visszaállították).
1949. december 21-én megalakult a Nyilvános Városi Könyvtár, ami kezdetben a Kiskun Múzeumban, majd 1951-től a városháza egyik üzlethelyiségében működött. 1953-ban már a Hattyú-ház egy részébe költözött és 1957-ben fel is vette Petőfi Sándor nevét. A teljesen restaurált épület egészét 1966-ra a könyvtár birtokolta.
Az 1950-es megyerendezés során alakították ki Bács-Kiskun megyét. Akkoriban több népes tanyaközpontot önállósítottak és így lett független község Petőfiszállás 1952-ben a kivált Ferencszállása és Szentkút nevű kiskunfélegyházi határrészekből.
A kül- és belterület tervszerű fásítása az 1950-es években kezdődött. 1959-ben az úgynevezett Muszájföldön 55 kataszteri holdnyi parkerdőt kezdtek létrehozni a Kiskunsági Állami Erdőgazdaság közreműködésével. A fák megerősödését követően, 1974. április 10-én adták át a város lakosságának és kisvártatva a népszerű majálisok színterévé vált a Parkerdő.
A település a második világháború után permanens lakáshiányban szenvedett. A Bankfalu városrészen az 1960-as évektől valósult meg a családi házas beépítésű lakóterület-fejlesztés, mely a következő évtizedben lett kifejezetten számottevő. Programszerű lakásépítésre 1966–1975 között került sor, melynek során emeletes lakóházakat építettek a földszintes mezővárosi épületek helyére és azok közé. A közelszőlői, többszintes társas és kertes házakkal beépített városrészt 1966-ban Móravárosként nevezték el. A 70-es években Kiskunfélegyháza északi részén új, magas beépítésű lakótelep épült, zömmel a kecskeméti házgyár elemeiből, amire 1975-ben még Kőrösi úti lakótelep néven hivatkoztak, majd 1978. március 15-én Petőfi lakótelepre változtattak.

### A rendszerváltástól napjainkig

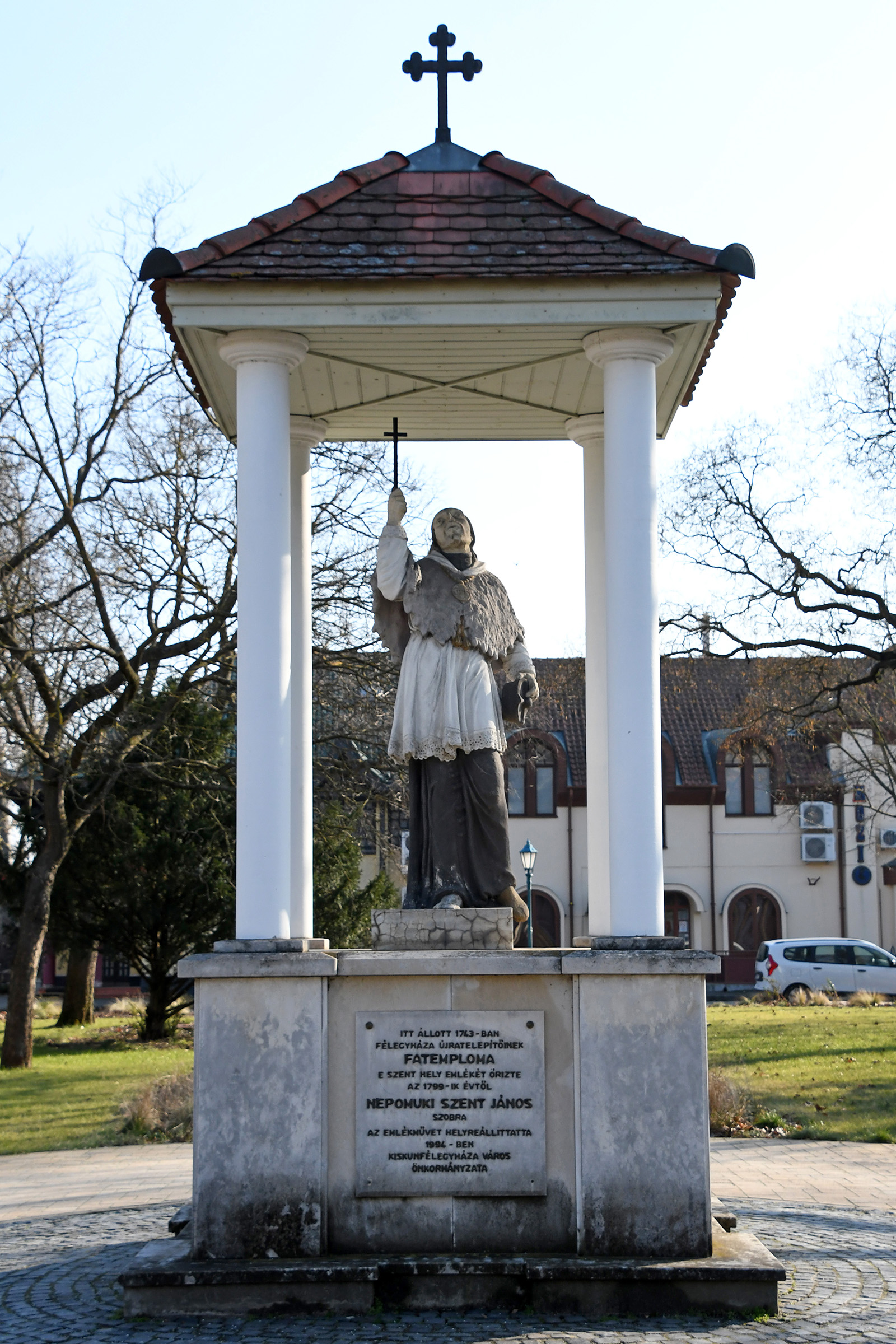
A Szent János tér, Kiskunfélegyháza egyik legszebb tere a névadó Nepomuki Szent János szobrával

2008-ban nyílt meg a felújított, kibővített Hattyú-ház, amelyben a Petőfi Sándor Városi Könyvtár található. 2010-ben befejeződött a Móra Ferenc Művelődési Központ kibővítése.
Több száz ember fordult meg a városban egészségügyi célból. A betegellátásban kiemelt jelentőségű volt a Városi Kórház – Rendelőintézet, Gyógyfürdő és Rehabilitációs Központ, amely 2010-ben a szerkezeti struktúráját tekintve átalakult.
60 év után 2020-ban teljesen megújult a település központja. A 27 hektárnyi területet érintő munkálatok leginkább a zöldfelületek rekonstrukciójára és a közterületek felújítására terjedtek ki.
Kiskunfélegyháza napjainkban is jelentős iskolaváros. Több gimnázium és középiskola is található a városban. Az oktatási intézmények a város térségén túl is rengeteg diáknak kínálnak tanulási lehetőséget. A legrégebbi és leghíresebb iskolák a Kiskunfélegyházi Szent Benedek PG Két Tanítási Nyelvű Technikum és Kollégium és a Móra Ferenc Gimnázium, amelyek most is a régió elismertebb gimnáziumai.
Kiskunfélegyházán szintén sokan fordulnak meg nap, mint nap bevásárlási céllal. A városban szuper- és hipermarketek széles skálája van jelen. A városba érkezők célba jutását segítik a helyi buszjáratok, amelyek rendszeresen indulnak a Vasútállomásról és a Szent János térről.

## Politika és közigazgatás

### A város közigazgatásának vezetői 1746-tól

#### Főbírók
- 1746 Pál Mihály
- 1747 Ficsur Pál
- 1748–1749 Szabó András
- 1750 Kristoff Mátyás
- 1751–1752 Dobos Pál
- 1753 Dinnyés János
- 1754 Szabó István
- 1755 Móczár Jakab
- 1756 Szabó András
- 1757 Szabó István
- 1758 Nagy Péter
- 1759 Szabó Mihály
- 1760–1761 Horváth György
- 1762 Endre András
- 1763 Móczár Jakab
- 1764 Tarjányi János
- 1765 Csák Albert
- 1766 Endre András
- 1767 Szabó Mihály
- 1768 Czakó András
- 1769–1771 Török Ferenc

#### Polgármesterek
- 1872–1879 Móczár József
- 1879–1888 Molnár István
- 1888–1897 Zámbó Géza
- 1897–1909 Szerelemhegyi Károly
- 1909–1915 Dr. Molnár Béla
- 1915–1918 Dr. Biró László
- 1918 Dr. Horváth Zoltán (a helyi nemzeti tanács elnöke)
- 1919 Iványi Sándor (a helyi direktórium és a munkástanács elnöke)
- 1919–1929 Dr. Holló Béla
- 1929–1936 Dr. Tóth József
- 1937–1938 Dr. Ring József
- 1939–1944 Dr. Rozsnyay Béla
- 1944 Dr. Pálos Károly
- 1944–1945 Dr. Csányi Sándor
- 1945–1948 Juhász Kálmán
- 1948–1950 Cseh László
- 1956 Czakó József

#### Tanácselnökök
- 1950–1953 Kácsor Mihály
- 1953 Kocsis József
- 1954–1957 Horváth Béla
- 1957–1985 Dr. Dobos Ferenc
- 1985-1990 Dr. Kardos András

| Polgármesterek 1990-től | Polgármesterek 1990-től | Polgármesterek 1990-től | Polgármesterek 1990-től |
| ----------------------- | ----------------------- | ----------------------- | ----------------------- |
| 1990–1994               | Ficsór József           | nem ismert              |                         |
| 1994–1998               | Ficsór József           | MSZP-SZDSZ              |                         |
| 1998–2002               | Ficsór József           | független               |                         |
| 2002–2006               | Ficsór József           | MSZP-SZDSZ              |                         |
| 2006–2010               | Ficsór József           | SZDSZ-MSZP              |                         |
| 2010–2014               | Kapus Krisztián         | Fidesz                  |                         |
| 2014–2019               | Csányi József           | Nemzeti Fórum           |                         |
| 2019–2024               | Csányi József           | Nemzeti Fórum           |                         |
| 2024–2025               | Csányi József           | Nemzeti Fórum           | hivataláról lemondott   |
| 2025–                   |                         |                         |                         |

### A 2024-es önkormányzati választás eredménye
- A polgármester-választás eredménye[22]

| Jelölt neve          | Jelölő szervezet(ek) | Jelölő szervezet(ek)                                           | Szavazatok száma | Szavazatok aránya |
| -------------------- | -------------------- | -------------------------------------------------------------- | ---------------- | ----------------- |
| Csányi József        |                      | Nemzeti Fórum                                                  | 9304             | 76,46%            |
| Kis-Szeniczey Kálmán |                      | Veled a Városunkért Egyesület – LMP – Zöldek – MSZP – Momentum | 1820             | 14,96%            |
| Kollár László        |                      | Válasszon Jövőt!                                               | 1045             | 8,59%             |
| Összesen             |                      |                                                                | 12 169           | 100%              |

- A képviselőtestület-választás eredménye[23]

| Párt | Párt                          | Mandátumok | Képviselő-testület | Képviselő-testület | Képviselő-testület | Képviselő-testület | Képviselő-testület | Képviselő-testület | Képviselő-testület | Képviselő-testület | Képviselő-testület | Képviselő-testület | Képviselő-testület |
| ---- | ----------------------------- | ---------- | ------------------ | ------------------ | ------------------ | ------------------ | ------------------ | ------------------ | ------------------ | ------------------ | ------------------ | ------------------ | ------------------ |
|      | Nemzeti Fórum                 | 11         | P                  |                    |                    |                    |                    |                    |                    |                    |                    |                    |                    |
|      | Veled a Városunkért Egyesület | 2          |                    |                    |                    |                    |                    |                    |                    |                    |                    |                    |                    |
|      | Mi Hazánk                     | 1          |                    |                    |                    |                    |                    |                    |                    |                    |                    |                    |                    |
|      | Válasszon Jövőt!              | 1          |                    |                    |                    |                    |                    |                    |                    |                    |                    |                    |                    |

## Címere, zászlaja
Kiskunfélegyháza város címere az önkormányzat rendelete alapján a címerpajzs ovális és kék színű, melynek talpa zöld mezővel van vágva. A zöld mezőn boltíves ezüst színű piros tetős városkapu látható. A boltív alatti fekete mezőben egy kun vitéz áll őrt kezében egy földre szegezett kopjával. A vitéz arany csizmát, piros nadrágot és kék kabátot visel arany zsinórozással és övvel. A fején piros színű süveg fekete szegéllyel, aminek csúcsa visszahajlik. A címer tetején ötcsúcsú aranykorona található. A címerpajzsot arany színű barokk stílusú inda, illetve levélmotívumok veszik körül.
A település zászló 1:2,5 arányú téglalap két egyenlő szélességű kék és fehér vízszintes sávval, aminek a közepén a város címere jelenik meg.

## Népessége
A következő ábra bemutatja, miként változott Kiskunfélegyháza lakosainak száma 1850-től:

### Etnikai és vallási összetétel
2001-ben a város lakosságának 99%-a magyar, 1%-a egyéb (főként cigány) nemzetiségűnek vallotta magát. A 2011-es népszámlálás alkalmával a válaszadók 97%-a tartja magát magyarnak, ami 5 522 fővel kevesebb, mint 2001-ben. 3%-uk más nemzetiségűnek vallotta magát – leginkább cigány, német és román kisebbségek. Az adatok az anyanyelvük, vagy a közösségekben használt nyelvük, vagy a nemzetiségük alapján adott válaszokból származnak.
A 2011-es népszámlálás során a lakosok 85%-a magyarnak, 0,9% cigánynak, 0,6% németnek, 0,3% románnak mondta magát (14,9% nem nyilatkozott; a kettős identitások miatt a végösszeg nagyobb lehet 100%-nál). A vallási megoszlás a következő volt: római katolikus 57,1%, református 2,3%, evangélikus 0,2%, felekezeten kívüli 10,8% (28,4% nem nyilatkozott).
2022-ben a lakosság 88,9%-a vallotta magát magyarnak, 0,9% cigánynak, 0,4% németnek, 0,3% románnak, 0,2% ukránnak, 0,2% szerbnek, 0,1% görögnek, 2,3% egyéb, nem hazai nemzetiségűnek (10,7% nem nyilatkozott; a kettős identitások miatt a végösszeg nagyobb lehet 100%-nál). Vallásuk szerint 40,1% volt római katolikus, 2,2% református, 0,3% görög katolikus, 0,2% evangélikus, 1,3% egyéb keresztény, 1,4% egyéb katolikus, 10,7% felekezeten kívüli (43,6% nem válaszolt).

## Városrészek
Fekete János könyve alapján tizenhárom városrésznek nevét határozták meg, ami az új típusú utcanévtáblákon is megtalálható.
- Árpádváros (IV. kerület)
- Bankfalu
- Bikahegy
- Erdélyváros (III. kerület) (Tisztviselőtelep) (korábban Fürst Sándor-lakótelep)
- Jókaiváros (I. kerület)
- Kertváros (korábban Juronovits-telep)
- Kossuthváros (V. kerület)
- Molnártelep
- Móraváros és Közelszőlő
- Oncsatelep
- Petőfi lakótelep
- Petőfiváros (VI. kerület)
- Rákócziváros (II. kerület)

### Külterületek
A várost tizenhárom lakott külterületi egység (körzet) veszi körbe. Egyes tanyaterületek névvel is rendelkeznek.
- Csordajárás
- Ferencszállás
  - Belső-Ferencszállás
  - Ferencszállási tanyák
- Félegyházi tanyák
  - Csongrádi úti tanyák
- Galambos
  - Belsőgalambos
  - Külsőgalambos
  - Felsőgalambos
  - Alsógalambos (vagy Öreggalambos)
- Halesz
- Kővágóér
- Páka
- Ringhegy
- Selymes
- Szabóhegy

### Egyéb belterületek
- Aranyhegyi lakótelep (korábban Vörös Csillag lakótelep)
- Zöldmező lakótelep (korábban Lenin Tsz lakótelep)

### Temetők
- Alsótemető
- Felsőtemető
- Izraelita temető

## Látnivalók

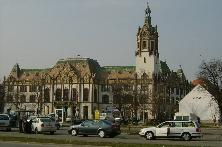
A városháza (tervezte Morbitzer Nándor és Vas József, 1911)
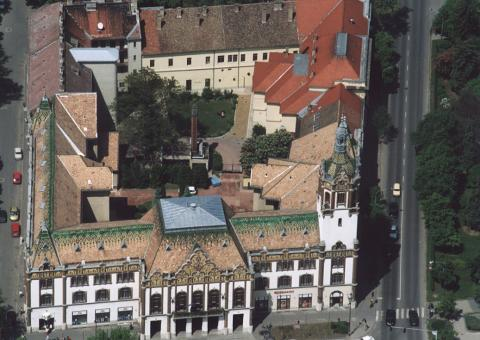
A városháza légi felvételen
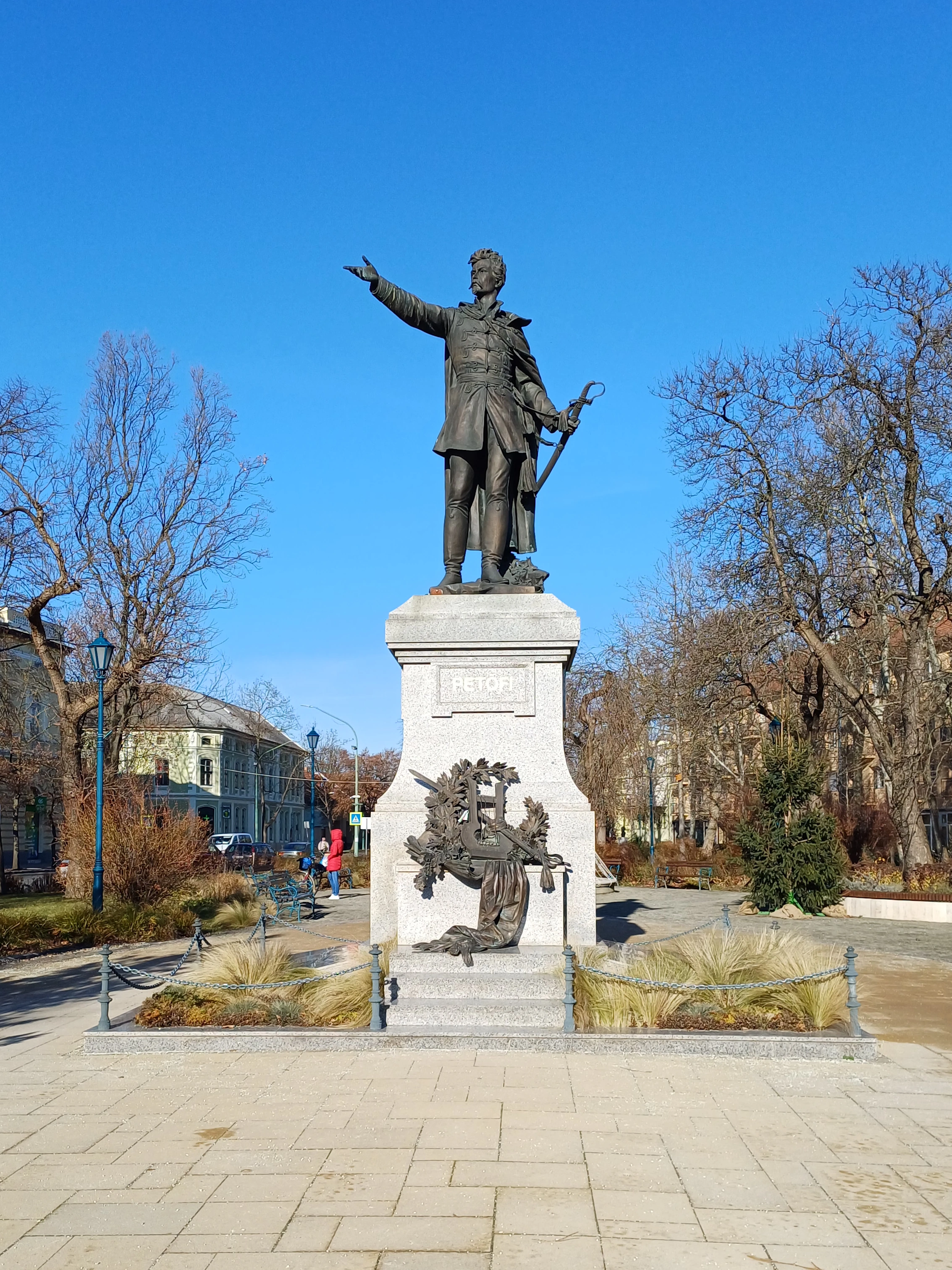
Köllő Miklós: Petőfi-szobor
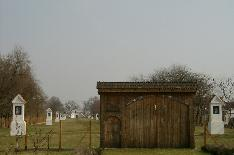
A Kálvária székelykapuval
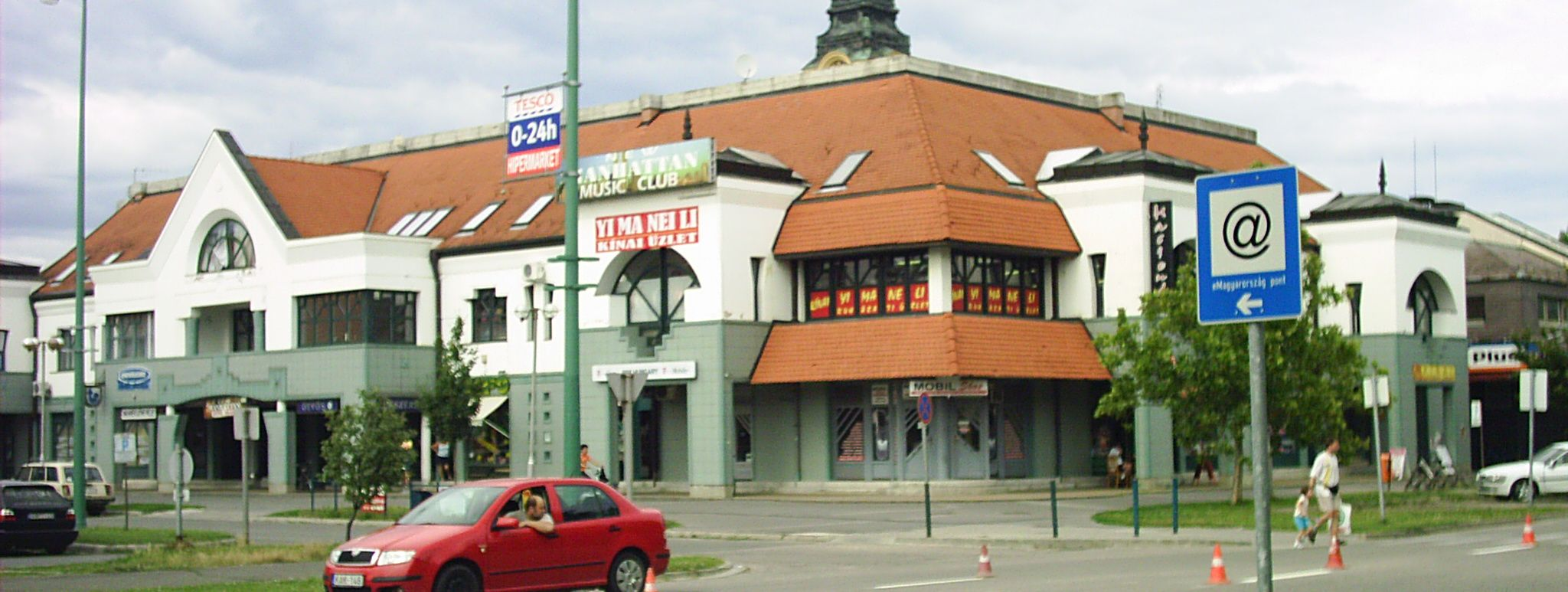
Városközpont, Gorkij utcai üzletház
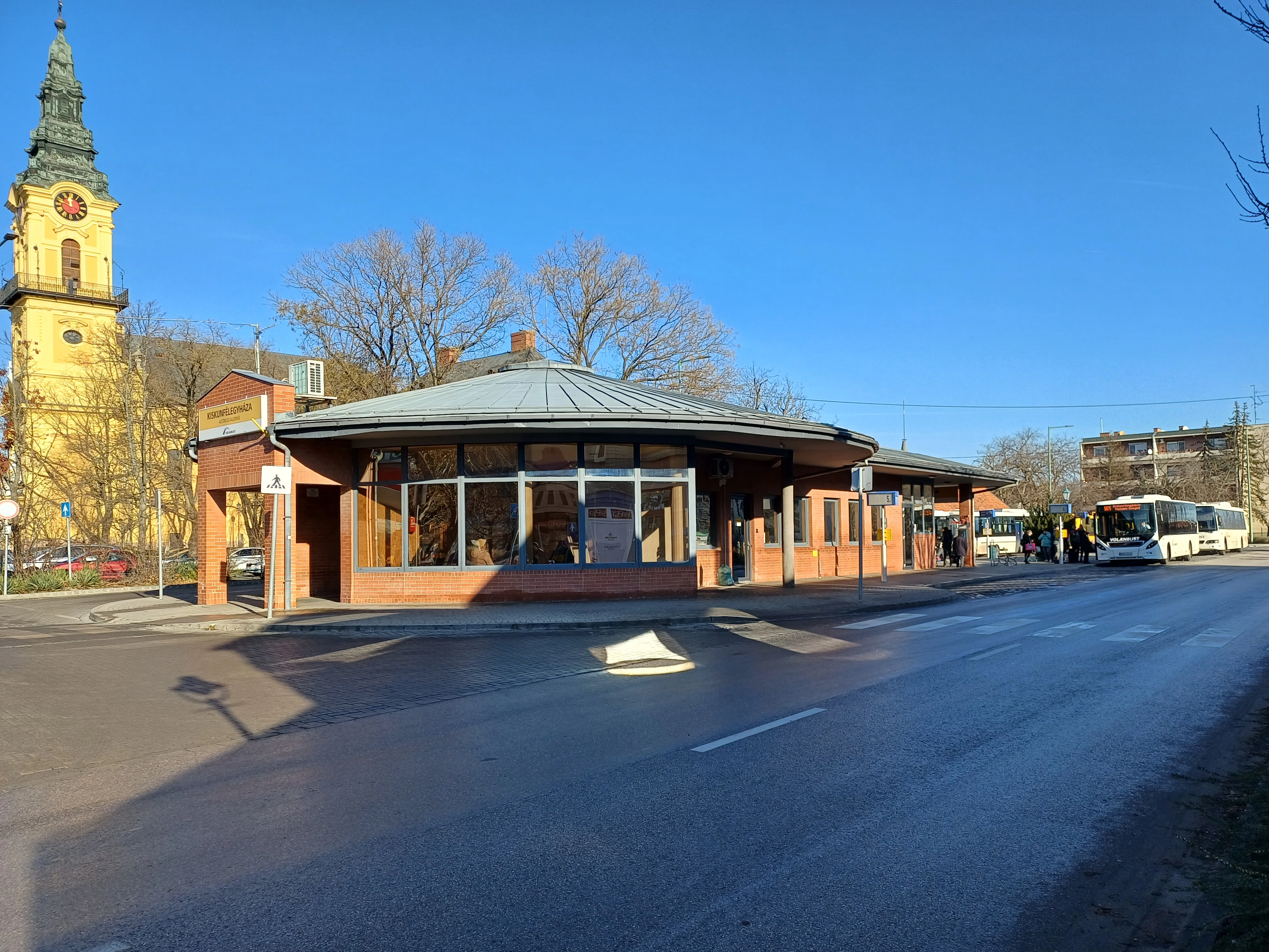
Buszpályaudvar (2004-ben átadva, 2023-as fénykép)
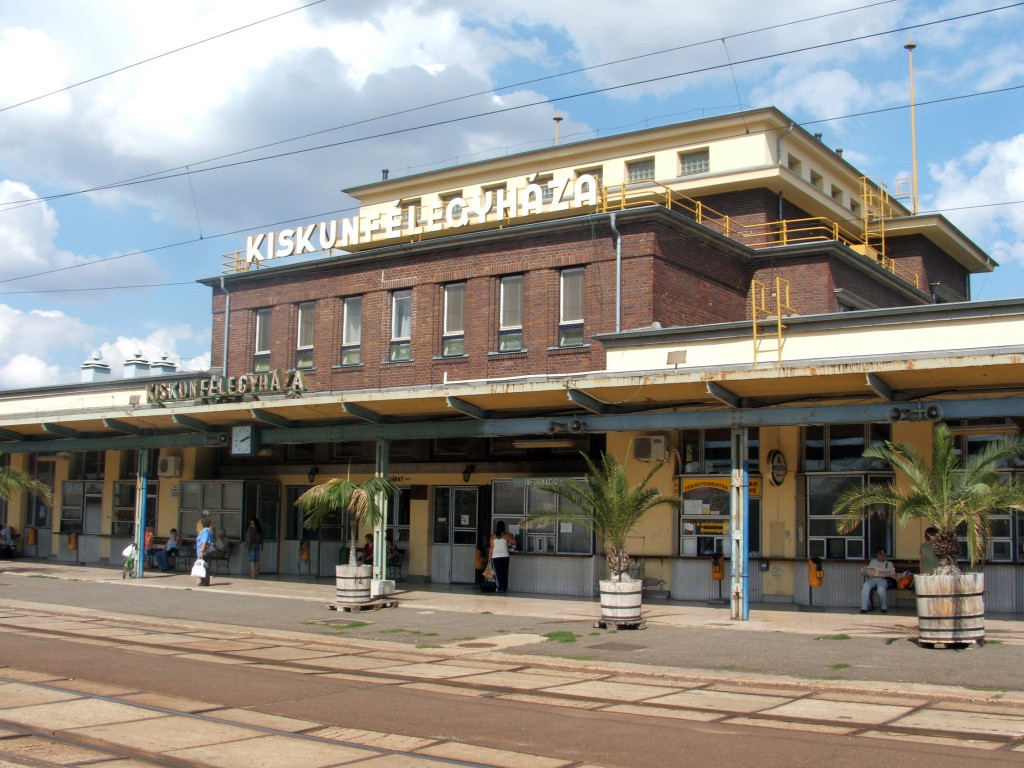
Modern vasútállomás
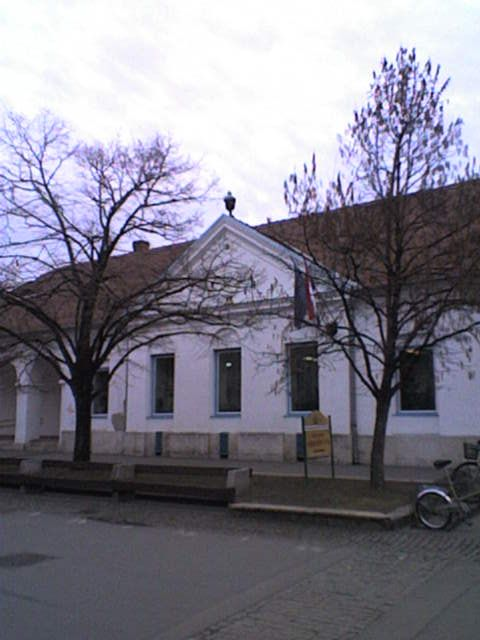
A Hattyú-ház
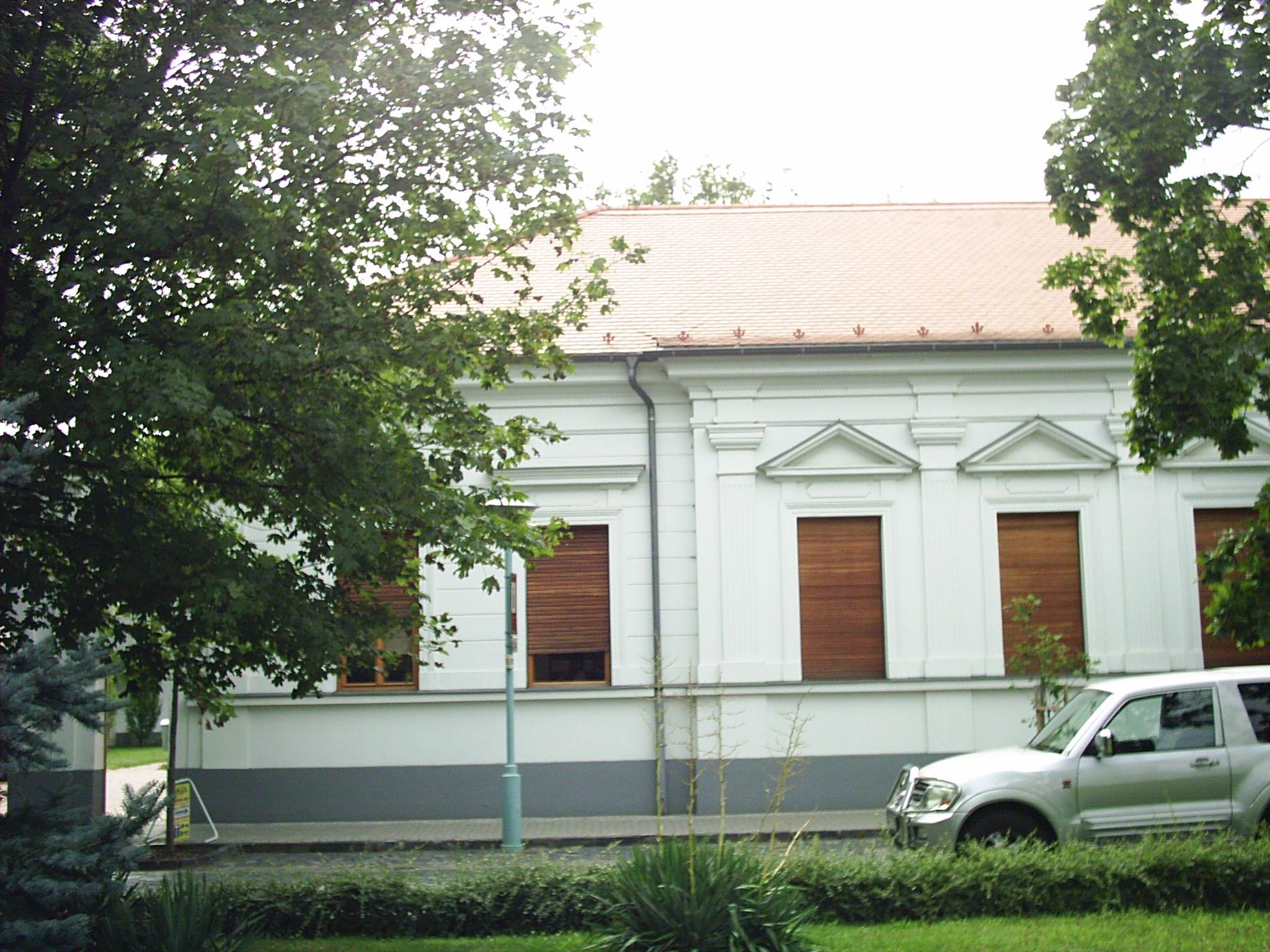
Szabó Kúria, mai Innovációs Központ
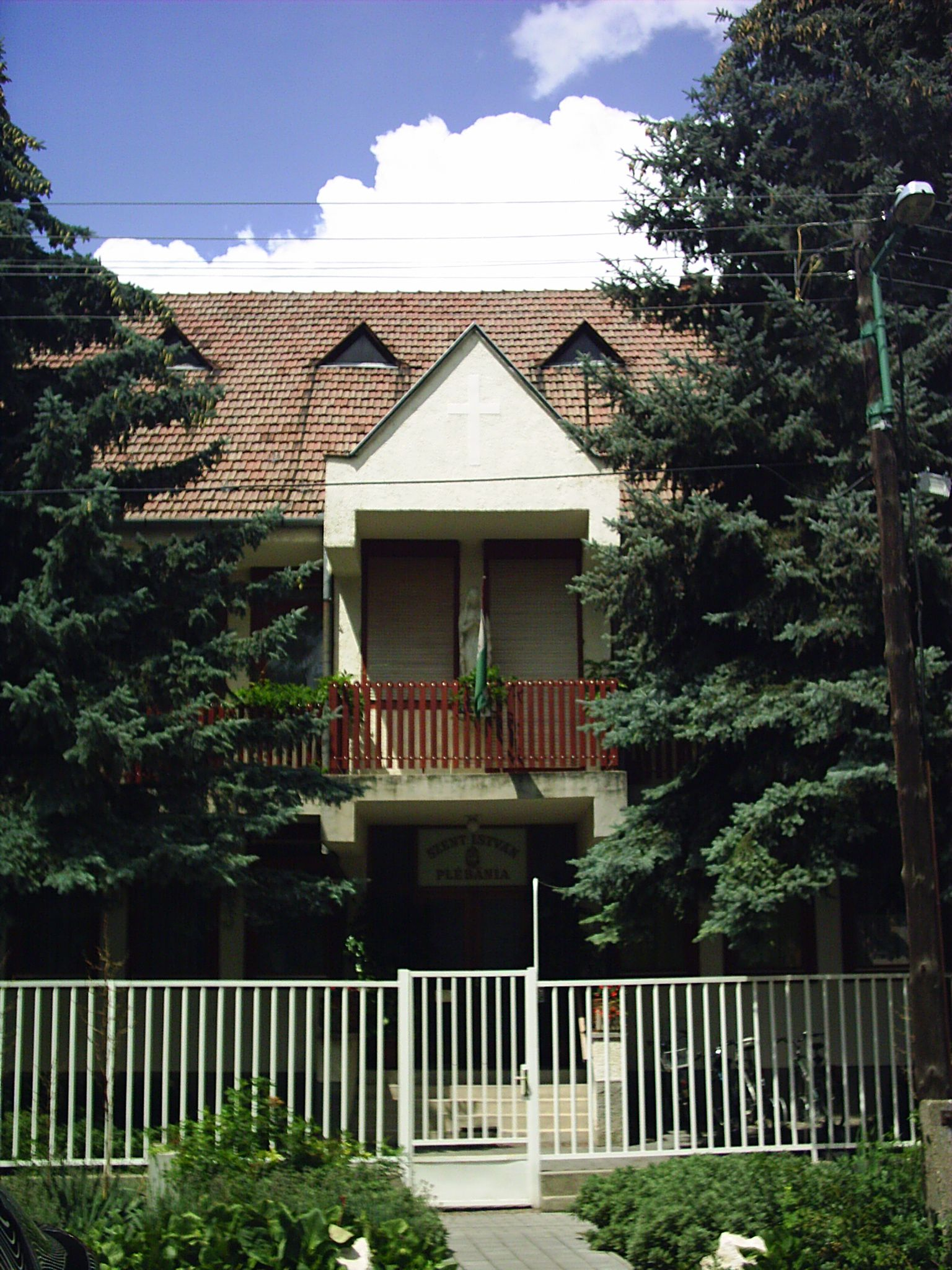
Szent István templom hivatala
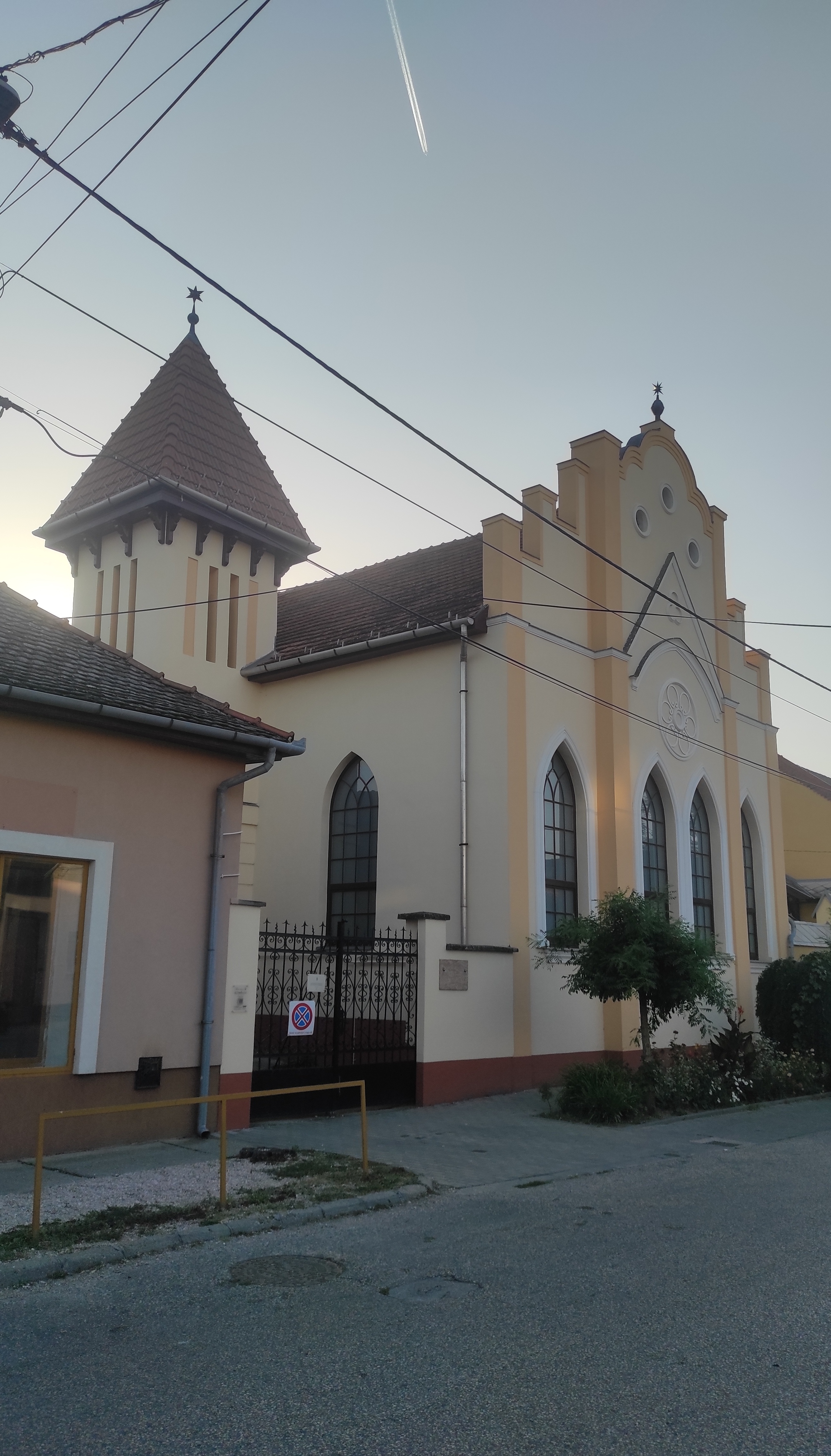
Az egyesült protestáns (református-evangélikus) templom
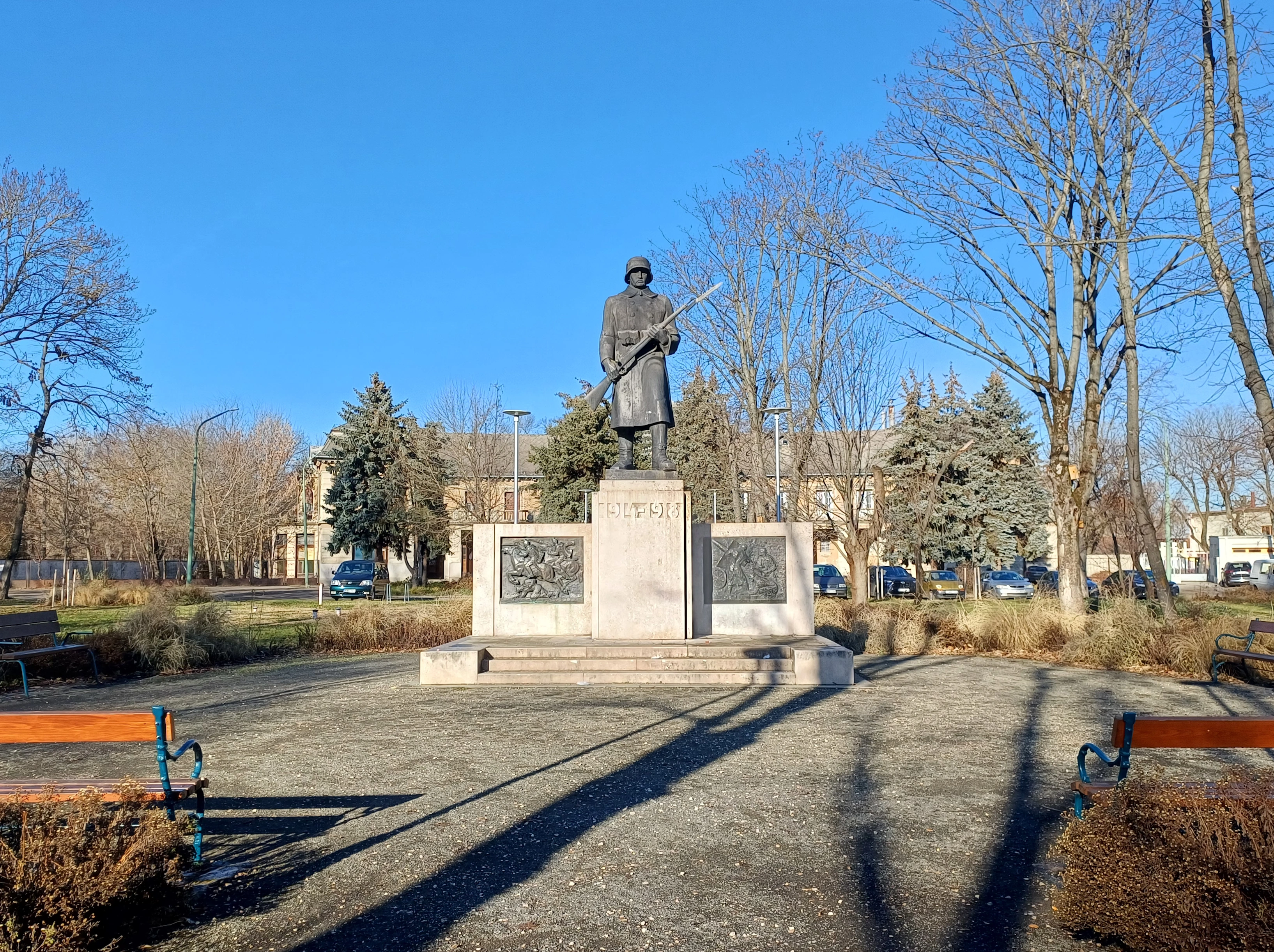
Hősök parkja, első világháborús emlékmű
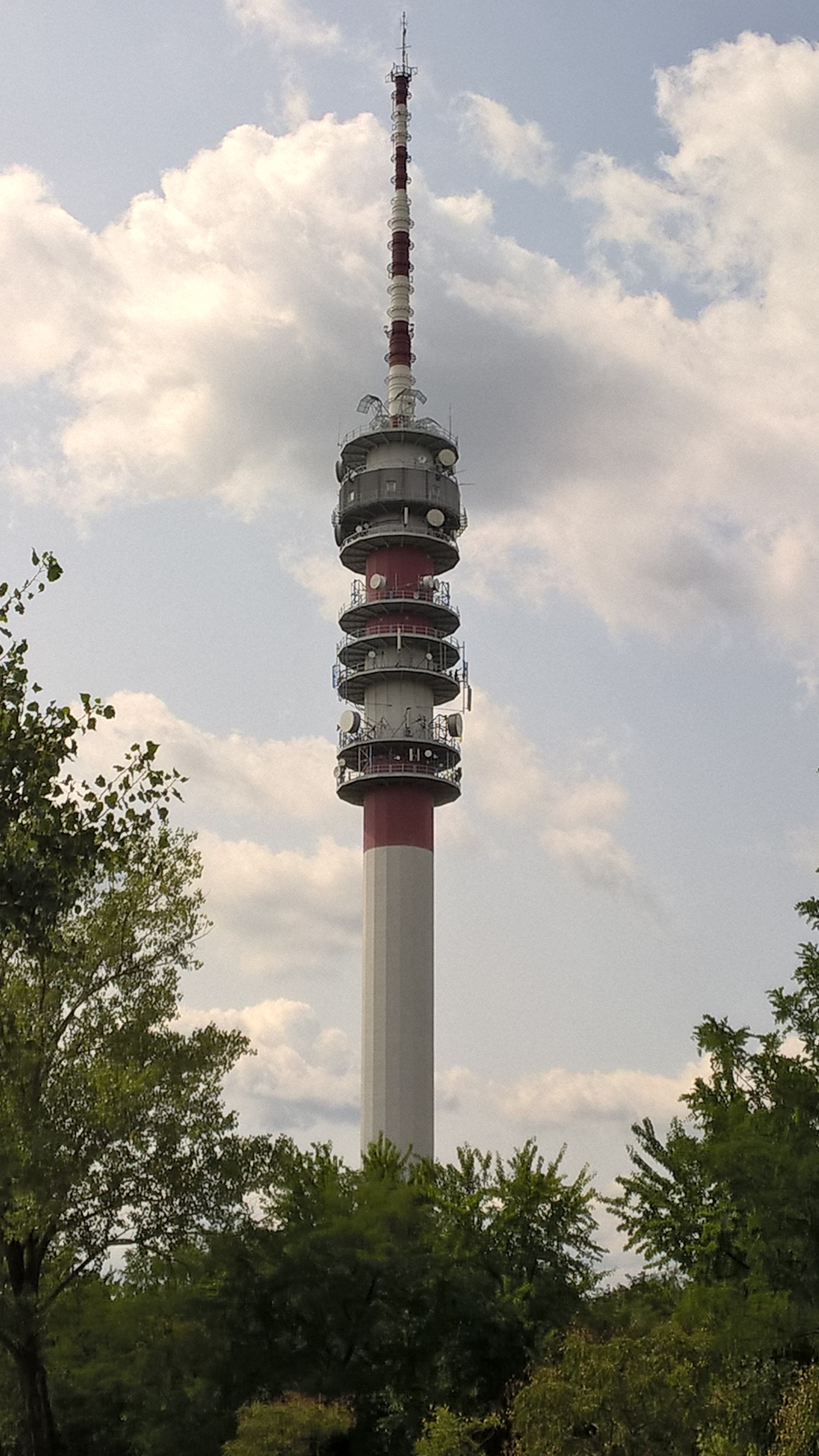
URH torony

### Műgyűjtemények
- Kiskun Múzeum
- Móra Ferenc Emlékháza (Móra Ferenc szülőháza)
- Petőfi Sándor Emlékháza (Dulity Tibor festőművész állandó kiállításával)

### Műemlékek
A városban számos épület és köztéri szobor is műemlékvédelem alatt áll.

### Egyéb nevezetességek
- Kossuth utcai platánfasor – avagy a „ligetös” főutca – Európa egyik leglátványosabb főutcája a leghosszabb platánfasorával. A fák védettek.
- Fürdőszálló épülete (volt Arany Páva étterem, ma használaton kívül, leromlott állapotban; Hegedűs Ármin tervezte eklektikus stílusban) Magyar Építőművészet
- Kalmár-kápolna (Móra Ferenc tér)
- Közgazdasági Takarékpénztár épülete (tervezte Karvaly Gyula; Frank-ház)
- Móra Ferenc Gimnázium épülete (Alpár Ignác tervezte, Kossuth Lajos u.)
- Nevezetes polgárházak a századfordulóról
  - Bánhidy-ház
  - Bányai-ház
  - Fekete-ház
  - Feuer-palota (Európa Szálló)
  - Hoffer Imre-ház
  - Hoffer József-ház
  - Kanizsai-ház
  - Kiss Lajos-palota
  - Kneffel-ház
  - Kocsis Ferenc-ház
  - Molnár Imre-palota (Postapalota)
  - Propper-ház
  - Tarjányi-ház
- Kiskunfélegyházi Szent Benedek PG Két Tanítási Nyelvű Technikum és Kollégium, az egykori Állami Tanítóképző Intézet, udvarán a költő szobrával (Kossuth Lajos u.)
- Városi Bíróság épülete
- A piramis, amit diszkónak építettek egy kecskeméti Egyiptom-kutató tervei alapján, és eleinte úgy is funkcionált (Fáraó diszkó),[32] aztán 2004 májusától ezoterikus központ lett (akkoriban szerintük ez volt Magyarország, illetve a világ egyetlen energetikailag működő, azaz gyógyító hatású piramisépülete),[33][34][35] majd ismét szórakozóhelyként funkcionált egy ideig.

### URH torony
A város határában, az M5-ös autópálya Budapest felé vezető szakasza mellett áll a 162 méter magas URH torony. A vasbeton- és acéltornyot a Közgép Zrt. szakemberei építették fel 1987-ben. Jelenleg az Antenna Hungária üzemelteti.

### Köztéri szobrok
| \| Megnevezés[36] \| Alkotó \| Elhelyezkedés \| Felállítás éve \| \| ------------------------------------- \| ----------------------------------------------------------- \| ---------------------------------------- \| -------------- \| \| 1956-os emlékmű \| Szabó Ildikó, Bozóki István \| Hősök Parkja \| 2016 \| \| A Jó és a Rossz \| Kun Éva \| Huszka József tér \| 1994 \| \| Angyalos kút (Kalmár-kút) \| R. Blansko \| Móra Ferenc tér \| 1897 \| \| Bajcsy-Zsilinszky Endre-szobor \| Eskulits Tamás \| Bajcsy-Zsilinszky Endre utca \| 1989 \| \| Bányász-szobor \| Tar István \| Csanyi ipartelep területén \| 1954 \| \| Bem József mellszobra \| Petrovics József \| Kossuth Lajos utca \| 1980 \| \| Békás-kút \| Szabó Ildikó, Kis Virág, Bozóki István \| Móra Ferenc tér \| 2016 \| \| Biztonságban (Pingvin-szobor) \| Pálfy Gusztáv \| Meizl Ferenc pihenőpark \| 1998 \| \| Boczonádi Szabó József mellszobra[37] \| Rieger Tibor \| Kossuth Lajos utca \| 2024 \| \| Centenáriumi díszkút \| Nánási Sándor \| Petőfi tér \| 1951 \| \| Citerázó paraszt \| Kovács Ferenc \| Móra Ferenc tér \| 1966 \| \| Csobogó („Kőkáposzta” szökőkút) \| Kovács Ferenc \| Dr. Holló Lajos utca – Oskola utca sarok \| 1982 \| \| Darvas József mellszobor \| Kiss István \| Darvas tér \| 1987 \| \| Térplasztika[38] \| Kovács Ferenc \| Móra Ferenc tér \| 2016 \| \| Dózsa György-szobor \| Somogyi József \| Dózsa György utca – Halasi út sarok \| 1972 \| \| Első világháborús emlékmű \| Varga Ferenc, Morell Mihály \| Hősök Parkja \| 1941 \| \| Ereklyés Országzászló \| Martinelli Jenő \| Kossuth Lajos utca \| 1934 \| \| Európa-ivókút \| Szűts Tamás \| Szent János tér \| 2001 \| \| Égi Vándor \| Morell Mihály, Mihály Gábor, Portolani Gina \| Kossuth Lajos utca \| 2013 \| \| Fájdalmas Krisztus-szobor \| Ismeretlen alkotó \| Béke tér \| 1775 \| \| Fekete Pál mellszobra \| Lantos Györgyi és Máté István \| Deák Ferenc utca – Korond utca sarok \| 2015 \| \| Fiú bagollyal \| Gáti Gábor \| Batthyány utca \| 1976 \| \| Herman Ottó emlékhely \| Bozóki István \| Szent János tér \| 2015 \| \| Holló Lajos mellszobra \| Istók János \| Huszka József tér \| 1926 \| \| Holló László mellszobra \| Hondromatidisz Rigasz \| Petőfi tér \| 1987 \| \| id. Holló László mellszobra \| Józsa Lajos \| Kossuth Lajos utca \| 2009 \| \| József Attila mellszobra \| Müller Zoltán \| Deák Ferenc utca – Korond utca sarok \| 2014 \| \| Kossuth Lajos mellszobra \| Pálfy Gusztáv \| Hősök Parkja \| 1985 \| \| Magyarok Nagyasszonya \| Corte Guidon \| Béke tér \| 1929 \| \| Móra Ferenc mellszobra \| Istók János \| Daru utca – Zrínyi utca sarok \| 1954 \| \| Móra Ferenc mellszobra \| Rieger Tibor \| Nefelejcs utca \| 2019 \| \| Móra Ferenc-szobor \| Markolt György, Markolt Sebestyén Mihály Gábor, Baráz Tamás \| Móra Ferenc tér \| 2004 \| \| Nepomuki Szent János-szobor \| Mayer János és Ritter János \| Szent János tér \| 1799 \| \| Návay-emlékmű \| Máté István, Bozóki István \| Kossuth Lajos utca \| 2014 \| \| Petőfi Sándor mellszobra \| Pálfy Gusztáv \| Hősök Parkja \| 1985 \| \| Petőfi Sándor mellszobra \| Kugler Pál Ferenc \| Petőfi Sándor utca \| 2010 \| \| Petőfi Sándor-szobor \| Hunyadi László \| Kossuth Lajos utca \| 2002 \| \| Petőfi-kút \| Probstner János és Pázmándi Antal \| Szent János tér \| 2006 \| \| Petőfi-szobor \| Köllő Miklós \| Petőfi tér \| 1922 \| \| Szent István-szobor \| Hunyadi László \| Szent István tér \| 2005 \| \| Szentcsalád \| Nagy Nepomuki János \| Szent István tér \| 1899 \| \| Szentháromság-szobor \| Jablonszky Vince és Jablonszky Andor \| Szent István tér \| 1886 \| \| Szoborpark \| Kovács Ferenc alkotásaiból \| Dr. Holló Lajos utca \| 1993 \| \| Térplasztika \| Bozóki István \| Dr. Holló Lajos utca \| 2016 \| \| Tornászlány \| Meszes Tóth Gyula \| Kossuth Lajos utca \| 1977 \| \| Ülő terhes nő \| Meszlényi János \| Fadrusz János utca \| 1972 \| \| gróf czegei Wass Albert mellszobra \| Kocsis László \| Bercsényi utca \| 2013 \| |                                                             |                                          |                |
| Megnevezés | Alkotó                                                      | Elhelyezkedés                            | Felállítás éve |
| 1956-os emlékmű | Szabó Ildikó, Bozóki István                                 | Hősök Parkja                             | 2016           |
| A Jó és a Rossz | Kun Éva                                                     | Huszka József tér                        | 1994           |
| Angyalos kút (Kalmár-kút) | R. Blansko                                                  | Móra Ferenc tér                          | 1897           |
| Bajcsy-Zsilinszky Endre-szobor | Eskulits Tamás                                              | Bajcsy-Zsilinszky Endre utca             | 1989           |
| Bányász-szobor | Tar István                                                  | Csanyi ipartelep területén               | 1954           |
| Bem József mellszobra | Petrovics József                                            | Kossuth Lajos utca                       | 1980           |
| Békás-kút | Szabó Ildikó, Kis Virág, Bozóki István                      | Móra Ferenc tér                          | 2016           |
| Biztonságban (Pingvin-szobor) | Pálfy Gusztáv                                               | Meizl Ferenc pihenőpark                  | 1998           |
| Boczonádi Szabó József mellszobra | Rieger Tibor                                                | Kossuth Lajos utca                       | 2024           |
| Centenáriumi díszkút | Nánási Sándor                                               | Petőfi tér                               | 1951           |
| Citerázó paraszt | Kovács Ferenc                                               | Móra Ferenc tér                          | 1966           |
| Csobogó („Kőkáposzta” szökőkút) | Kovács Ferenc                                               | Dr. Holló Lajos utca – Oskola utca sarok | 1982           |
| Darvas József mellszobor | Kiss István                                                 | Darvas tér                               | 1987           |
| Térplasztika | Kovács Ferenc                                               | Móra Ferenc tér                          | 2016           |
| Dózsa György-szobor | Somogyi József                                              | Dózsa György utca – Halasi út sarok      | 1972           |
| Első világháborús emlékmű | Varga Ferenc, Morell Mihály                                 | Hősök Parkja                             | 1941           |
| Ereklyés Országzászló | Martinelli Jenő                                             | Kossuth Lajos utca                       | 1934           |
| Európa-ivókút | Szűts Tamás                                                 | Szent János tér                          | 2001           |
| Égi Vándor | Morell Mihály, Mihály Gábor, Portolani Gina                 | Kossuth Lajos utca                       | 2013           |
| Fájdalmas Krisztus-szobor | Ismeretlen alkotó                                           | Béke tér                                 | 1775           |
| Fekete Pál mellszobra | Lantos Györgyi és Máté István                               | Deák Ferenc utca – Korond utca sarok     | 2015           |
| Fiú bagollyal | Gáti Gábor                                                  | Batthyány utca                           | 1976           |
| Herman Ottó emlékhely | Bozóki István                                               | Szent János tér                          | 2015           |
| Holló Lajos mellszobra | Istók János                                                 | Huszka József tér                        | 1926           |
| Holló László mellszobra | Hondromatidisz Rigasz                                       | Petőfi tér                               | 1987           |
| id. Holló László mellszobra | Józsa Lajos                                                 | Kossuth Lajos utca                       | 2009           |
| József Attila mellszobra | Müller Zoltán                                               | Deák Ferenc utca – Korond utca sarok     | 2014           |
| Kossuth Lajos mellszobra | Pálfy Gusztáv                                               | Hősök Parkja                             | 1985           |
| Magyarok Nagyasszonya | Corte Guidon                                                | Béke tér                                 | 1929           |
| Móra Ferenc mellszobra | Istók János                                                 | Daru utca – Zrínyi utca sarok            | 1954           |
| Móra Ferenc mellszobra | Rieger Tibor                                                | Nefelejcs utca                           | 2019           |
| Móra Ferenc-szobor | Markolt György, Markolt Sebestyén Mihály Gábor, Baráz Tamás | Móra Ferenc tér                          | 2004           |
| Nepomuki Szent János-szobor | Mayer János és Ritter János                                 | Szent János tér                          | 1799           |
| Návay-emlékmű | Máté István, Bozóki István                                  | Kossuth Lajos utca                       | 2014           |
| Petőfi Sándor mellszobra | Pálfy Gusztáv                                               | Hősök Parkja                             | 1985           |
| Petőfi Sándor mellszobra | Kugler Pál Ferenc                                           | Petőfi Sándor utca                       | 2010           |
| Petőfi Sándor-szobor | Hunyadi László                                              | Kossuth Lajos utca                       | 2002           |
| Petőfi-kút | Probstner János és Pázmándi Antal                           | Szent János tér                          | 2006           |
| Petőfi-szobor | Köllő Miklós                                                | Petőfi tér                               | 1922           |
| Szent István-szobor | Hunyadi László                                              | Szent István tér                         | 2005           |
| Szentcsalád | Nagy Nepomuki János                                         | Szent István tér                         | 1899           |
| Szentháromság-szobor | Jablonszky Vince és Jablonszky Andor                        | Szent István tér                         | 1886           |
| Szoborpark | Kovács Ferenc alkotásaiból                                  | Dr. Holló Lajos utca                     | 1993           |
| Térplasztika | Bozóki István                                               | Dr. Holló Lajos utca                     | 2016           |
| Tornászlány | Meszes Tóth Gyula                                           | Kossuth Lajos utca                       | 1977           |
| Ülő terhes nő | Meszlényi János                                             | Fadrusz János utca                       | 1972           |
| gróf czegei Wass Albert mellszobra | Kocsis László                                               | Bercsényi utca                           | 2013           |

## Kultúra és oktatás

### Kiállítóhelyek, művelődés
A városban öt hely fogadja a kiállító alkotókat. Az Ipartestületi Székház, a Kiskun Múzeum, a Petőfi Sándor Városi Könyvtár, a Móra Ferenc Művelődési Központ és a TEMI Szakmaközi Művelődési Ház. Korábban, a városi könyvtár új szárnyának átadása előtt (2008) a Móra Ferenc Művelődési Központhoz tartozó Korona Galéria várta a kiállítani vágyó művészeket, ez azonban 2008-ban megszűnt, az épület (a Holló-ház) korábban közművelődési feladatokat ellátó funkciójával együtt (e házban működött, Holló László szülőházában a Holló László Képzőművész Kör, tánciskola is).
Magyarország kortárs alkotói közül is sokan, köztük Sáska Tibor, Dulity Tibor, Bors Ildikó, is maga mögött tudhat egy-egy jelentősebb kiállítást.

### Rendezvények, fesztiválok
- Kiskun Napok
- Városalapítók Napja
- Gasztronómiai Fesztivál
- Libafesztivál
- Zöld Nap

### Mozi
Félegyházán az első filmvetítések a vándormozisok révén 1906-ra nyúlnak vissza, viszont az első filmszínház 1911-ben indult. A Bethlen-kormány belügyminisztériuma 1925-ben a város részére két mozit engedélyezett, majd 1932-ben Salgó Imre valósította meg a hangosfilm vetítésének alapfeltételeit. Félegyházán az évtizedek alatt többször is bővült és átalakult a mozi, a mai nevét 1941-ben kapta meg. 2010 végén az akkori bérlő a gazdasági válság és a csökkenő nézőszám miatt megszüntette a vetítést. 2014. március 21-én új üzemeltetővel és megújult környezetben újra kinyitott a Petőfi Mozi.

### Strand
A Kiskunfélegyházi Termál Parkfürdő vize alkáli-hidrogénkarbonátos, metakovasav tartalmú, 1560 méter mélyről feltörő gyógyvíz, mely összetételénél fogva elsősorban reumás megbetegedések gyógyítására alkalmas. Hét medence és sok más szolgáltatás üzemel. A gyógyvizet az 1960-as években fedezték fel. A fürdő már korábban is létezett, külön férfi és külön női belépő napokkal.

### Oktatás

#### Általános Iskolák
- Batthyány Lajos Általános Iskola

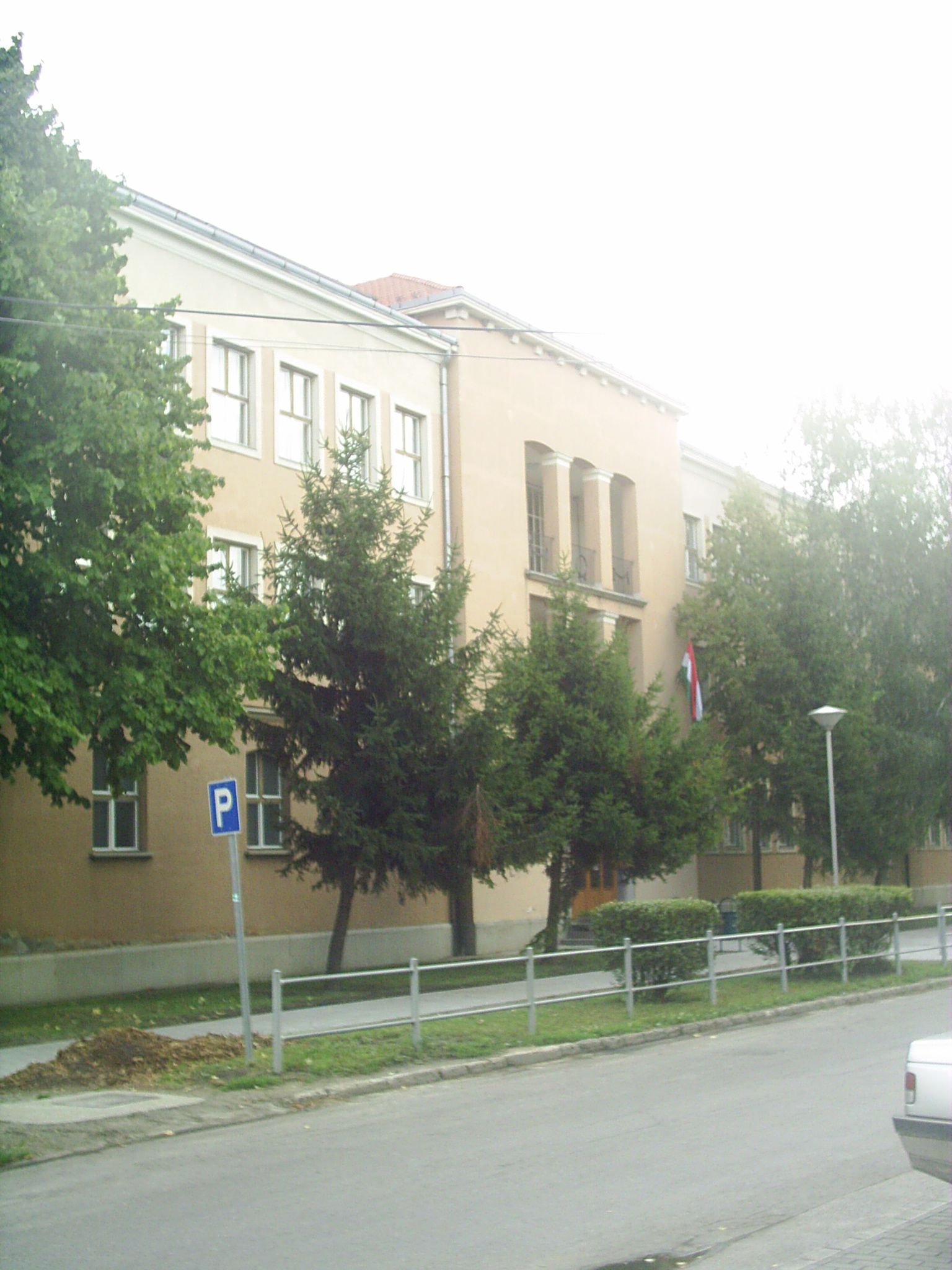
József Attila Általános Iskola

- Constantinum Katolikus Óvoda, Általános Iskola, Gimnázium, Technikum, Kollégium Móra Ferenc Általános Iskolája
- Darvas Általános Iskola
- Dózsa György Általános Iskola
- Göllesz Viktor Óvoda, Általános Iskola, Készségfejlesztő Iskola, Egységes Gyógypedagógiai Módszertani Intézmény
- József Attila Sportiskolai Általános Iskola
- Platán Utcai Általános Iskola
- Tiszta Forrás Waldorf Általános Iskola, Gimnázium, Alapfokú Művészeti Iskola és Óvoda

Megszűnt iskola:
- Bankfalui Általános Iskola (az épület jelenlegi funkciója hajléktalanszálló)
- Bajcsy-Zsilinszky Endre Általános Iskola (az épületbe a Göllesz Viktor Speciális Általános Iskola költözött be)
- Petőfi Sándor Általános Iskola (az épületben jelenleg a Waldorf iskola és óvoda működik)

#### Művészeti Iskola
- Kiskunfélegyházi Balázs Árpád Alapfokú Művészeti Iskola
- Tiszta Forrás Waldorf Általános Iskola, Gimnázium, Alapfokú Művészeti Iskola és Óvoda

#### Középiskolák
- Constantinum Katolikus Óvoda, Általános Iskola, Gimnázium, Technikum, Kollégium Gimnáziuma és Technikuma
- Kiskunfélegyházi Mezőgazdasági és Élelmiszeripari Technikum, Szakképző Iskola és Kollégium
- Kiskunfélegyházi Szent Benedek PG Két Tanítási Nyelvű Technikum és Kollégium
- Kiskunhalasi Szakképzési Centrum Kiskunfélegyházi Kossuth Lajos Technikum, Szakképző Iskola és Kollégium
- Kiskunhalasi Szakképzési Centrum Kiskunfélegyházi Közgazdasági Technikum
- Móra Ferenc Gimnázium
- Tiszta Forrás Waldorf Általános Iskola, Gimnázium, Alapfokú Művészeti Iskola és Óvoda

#### Felsőoktatás
A városban az alábbi két felsőfokú oktatási intézménynek volt korábban kihelyezett tagozata:
- Pannon Egyetem
- Szolnoki Főiskola

### A város sajtója

#### Újságok
Jelenlegi újságok
- Félegyházi Közlöny
- Szuperinfó

Megszűnt újságok
- KIS-KUNSÁG
- Félegyházi Hírlap
- Félegyházi Híradó
- Félegyházi Hírlap egyesült Félegyházi Híradó
- Félegyházi Hírek
- Kiskun Félegyházi Közlöny
- Csonkamagyarország
- A Csonkamagyarország

#### Rádiók
- Sirius Rádió. (FM 91.1 MHz) Kiskunfélegyháza első helyi, kereskedelmi rádiója. 1996. május 24-én indult Hájas Sándor főszerkesztésével,[41] de később Bakos Aranka is volt főszerkesztő. A rádió 2018. február 26-án szűnt meg, helyén a Rádió 1 szól.[42][43][44]
- Rádió Smile. (FM 89.9 MHz) Helyi, közösségi rádió, kezdetben elsősorban a fiatal korosztálynak (15-35 év), később azonban már a 35 éven felülieknek is szóló zenei és műsortematikával.[45] 2008. november 15-én indult, Csőszi Viktor magánszemély hozta létre, és a tulajdonában lévő Mosoly Média Nonprofit Kft. végzi az üzemeltetést, amely 2016 decembere óta a frekvencia üzemeltetője is.[46][47][48]

#### Televíziócsatornák
- Trió TV (2014-ben megszűnt.)

## Sportélete
A város sportéletének története az 1870-re nyúlik vissza, amikor megalakult a Lövészegylet. 1883-ban megnyílt a jégpálya és még abban az évben megalakult a Kun-Félegyházi Korcsolyázó Egyesület, viszont tizenhárom évre rá az enyhébb telek miatt megszűnt és Kun-Félegyházi Korcsolyázó és Labdázó Egyesület néven folytatták tovább és a Városi Parkban létrehoztak egy teniszpályát. A régi téglagyár területén 1890-ben uszodával egybekötött fürdőt létesítettek.
A Kiskunfélegyházi Vízilabda Sportegyesület 2008 nyarán alakult. Elsősorban az utánpótlás képzésre helyezte a hangsúlyt a klub, a felnőtt csapat legnagyobb sikereként a 2012-2013-as idényben az OB II-es bajnokságban szerepelt.
| \| Egyesület/Szövetség neve \| Sportág(ak) neve \| \| ----------------------------------------------------------------- \| -------------------------------------------- \| \| Aréna Póker Klub Egyesület \| póker \| \| Bucka Hegymászó Egyesület \| hegymászás \| \| Bulls Szabadidő Sportegyesület \| női labdarúgás \| \| Csertán Baranta \| baranta \| \| Diána Bérkilövő Sportvadász Vadásztársaság \| vadászat \| \| Félegyházi Asztalitenisz Sportiskola \| asztalitenisz \| \| Félegyházi Kézilabda SC \| kézilabda \| \| Félegyházi Lovas Klub Sportegyesület \| lovaglás \| \| Félegyházi Térségi Sportiskola \| labdarúgás, kézilabda, kosárlabda, vízilabda \| \| Jövő Bajnokai Diák Sport Egyesület \| kosárlabda \| \| Karida Hastánc Csoport \| hastánc \| \| Kiskunfélegyháza Baranta \| baranta \| \| Kiskunfélegyháza Testedzők Köre \| testedzés \| \| Kiskunfélegyházi Batthyány Lajos Kötélugró Egyesület \| kötélugrás \| \| Kiskunfélegyházi Blue Sky Repülő Klub \| repülősport \| \| Kiskunfélegyházi Harcművészeti Sportegyesület \| thai boksz, baranta \| \| Kiskunfélegyházi Honvéd Testedzők Köre \| labdarúgás \| \| Kiskunfélegyházi Honvéd Testedzők Köre Box Klub \| ökölvívás \| \| Kiskunfélegyházi Honvéd Testedzők Köre Sakk Szakosztály \| sakk \| \| Kiskunfélegyházi Íjász Egyesület \| íjászat \| \| Kiskunfélegyházi Kosárlabdázók Clubja \| kosárlabda \| \| Kiskunfélegyházi Kyokushin Karate SE \| karate \| \| Kiskunfélegyházi Modellező Sport Egyesület \| modellezés \| \| Kiskunfélegyházi Motorsport Egyesület \| motorsport \| \| Kiskunfélegyházi Ökölvívó Sport Egyesület \| ökölvívás \| \| Kiskunfélegyházi Repülő-és Ejtőernyős Klub \| repülősport, ejtőernyőzés \| \| Kiskunfélegyházi Úszó Egyesület \| úszás \| \| Kiskunfélegyházi Városi Tenisz Klub \| tenisz \| \| Kiskunfélegyházi Vízilabda Sport Egyesület (Kiskunfélegyházi VSE) \| vízilabda \| \| Kiskunsági Sporthorgász Egyesület \| sporthorgászat \| \| Kunság Vadásztársaság \| vadászat \| \| Kyokushin Kumite Sportegyesület \| karate \| \| Magyar Postagalambsport N.4. sz. Egyesülete \| postagalambsport \| \| Petőfi Vadásztársaság \| vadászat \| \| Turul Koppány Íjászai Hagyományőrző Egyesület \| íjászat \| \| Vasutas Sportklub \| labdarúgás \| \| Wings-Wings Közhasznú Tánc Sportegyesület \| tánc \| |                                              |
| Egyesület/Szövetség neve | Sportág(ak) neve                             |
| Aréna Póker Klub Egyesület | póker                                        |
| Bucka Hegymászó Egyesület | hegymászás                                   |
| Bulls Szabadidő Sportegyesület | női labdarúgás                               |
| Csertán Baranta | baranta                                      |
| Diána Bérkilövő Sportvadász Vadásztársaság | vadászat                                     |
| Félegyházi Asztalitenisz Sportiskola | asztalitenisz                                |
| Félegyházi Kézilabda SC | kézilabda                                    |
| Félegyházi Lovas Klub Sportegyesület | lovaglás                                     |
| Félegyházi Térségi Sportiskola | labdarúgás, kézilabda, kosárlabda, vízilabda |
| Jövő Bajnokai Diák Sport Egyesület | kosárlabda                                   |
| Karida Hastánc Csoport | hastánc                                      |
| Kiskunfélegyháza Baranta | baranta                                      |
| Kiskunfélegyháza Testedzők Köre | testedzés                                    |
| Kiskunfélegyházi Batthyány Lajos Kötélugró Egyesület | kötélugrás                                   |
| Kiskunfélegyházi Blue Sky Repülő Klub | repülősport                                  |
| Kiskunfélegyházi Harcművészeti Sportegyesület | thai boksz, baranta                          |
| Kiskunfélegyházi Honvéd Testedzők Köre | labdarúgás                                   |
| Kiskunfélegyházi Honvéd Testedzők Köre Box Klub | ökölvívás                                    |
| Kiskunfélegyházi Honvéd Testedzők Köre Sakk Szakosztály | sakk                                         |
| Kiskunfélegyházi Íjász Egyesület | íjászat                                      |
| Kiskunfélegyházi Kosárlabdázók Clubja | kosárlabda                                   |
| Kiskunfélegyházi Kyokushin Karate SE | karate                                       |
| Kiskunfélegyházi Modellező Sport Egyesület | modellezés                                   |
| Kiskunfélegyházi Motorsport Egyesület | motorsport                                   |
| Kiskunfélegyházi Ökölvívó Sport Egyesület | ökölvívás                                    |
| Kiskunfélegyházi Repülő-és Ejtőernyős Klub | repülősport, ejtőernyőzés                    |
| Kiskunfélegyházi Úszó Egyesület | úszás                                        |
| Kiskunfélegyházi Városi Tenisz Klub | tenisz                                       |
| Kiskunfélegyházi Vízilabda Sport Egyesület (Kiskunfélegyházi VSE) | vízilabda                                    |
| Kiskunsági Sporthorgász Egyesület | sporthorgászat                               |
| Kunság Vadásztársaság | vadászat                                     |
| Kyokushin Kumite Sportegyesület | karate                                       |
| Magyar Postagalambsport N.4. sz. Egyesülete | postagalambsport                             |
| Petőfi Vadásztársaság | vadászat                                     |
| Turul Koppány Íjászai Hagyományőrző Egyesület | íjászat                                      |
| Vasutas Sportklub | labdarúgás                                   |
| Wings-Wings Közhasznú Tánc Sportegyesület | tánc                                         |

## Híres emberek
Lásd: Híres kiskunfélegyháziak listája

### Kiskunfélegyháza díszpolgárai
A cím adományozásának sorrendjében:
- Reményi Ede (1860)
- Trefort Ágoston (1876) vallás- és közoktatási miniszter
- Kossuth Lajos (1886)
- Jókai Mór (1893)
- Báró Beniczky Ferenc (1900), Pest-Pilis-Solt-Kiskun vármegye főispánja
- Fazekas Ágoston (1905), Pest-Pilis-Solt-Kiskun vármegye alispánja
- Dr. Holló Lajos (1906)
- Gróf Tisza István (1917)
- Gróf Apponyi Albert (1921)
- Móra Ferenc (1929)
- Dr. Kiss István (1935) országgyűlési képviselő
- Dr. Zámbó Dezső (1941) kanonok
- Holló László (1974)
- Id. Ágó József (1974), a Lenin Termelőszövetkezet elnökhelyettese
- Magyari Béla (1980)
- Petőfi Sándor (1991)
- Kalmár Józsefné (1991)
- Dr. Mezősi Károly (1991) tanár, helytörténeti kutató
- Illésy István (1993) középiskolai tanár
- Fekete János (1995) helytörténész
- Szántó Piroska (1998)
- Tarjányi Ágoston (1999), az 1956-os forradalmi bizottság elnöke
- Tulit Péter (2000) tanár
- Zsivótzky Gyula (2000)
- Stein Ernő (2002) plébános
- Balázs Árpád (2003)
- Bittmann Zsigmond (2004) szerzetespap
- Kapus Béla (2004) karnagy
- Huszka József (2007)
- Morell Mihály (2007)
- Fekete Pál (2008) politikus
- Juhász István (2008) tanár
- Haubner Károly (2009) nótaszerző
- Pásztor Ferenc (2009) tanító, költő
- Fazekas Ágnes Mária Blandina (2010) iskolanővér
- Solti Károly (2010) énekművész
- Toldy Jenő (2011) plébános
- Ficsór József (2013)
- Dr. Réczi László (2013) birkózó világbajnok, egyéni ügyvéd
- Kerék Csaba (2014) pedagógus
- Stuhl József (2014) pedagógus
- Dr. Marschalek György (2015) főorvos
- Laczkóné dr. Szabó Klára (2020) iskolaigazgató
- Bánkiné Dr. Molnár Erzsébet (2024)

## Külkapcsolatok

### Testvérvárosai
- Braunfels, Németország (1992)
- Korond, Románia, Székelyföld (1993)
- Kjellerup, Dánia (1998)
- Die (Drôme), Franciaország (2000)
- Segesvár, Románia, Erdély (2001)
- Feltre, Olaszország (2005)
- Silkeborg, Dánia (2009)
- Bagnols-sur-Cèze, Franciaország (2010)
- Zayugróc, Szlovákia (Felvidék) (2010)
- Nagykikinda, Szerbia (Délvidék) (2011)
- Torda, Románia, Erdély (2012)
- Rabka-Zdrój(wd), Lengyelország (2013)
- Jászfényszaru, Magyarország (2018)

### Partnervárosai
- Carcaixent, Spanyolország
- Eeklo, Belgium
- Newbury, Anglia

## Gazdaság
A város ipara jelentős, amely több száz embernek biztosít munkalehetőséget a térségben.
Jellemző területei: élelmiszeripar (például Félegyházi Pékség Kft, Fornetti Kft, Koch's Torma Kft.), húsfeldolgozás (Integrál Zrt.), zöldségtermesztés, cipőipar (Berkemann Hungary Bt.), fegyvergyártás, gépgyártás (például Országos Villamostávvezeték Zrt.), műanyagipar (IBV Hungária Kft, Kunplast-Karsai Zrt.).
Ipari övezetei: Csanyi ipartelep, Déli ipartelep, Kiskunfélegyházi Ipari Park (KIP).
Kiskunfélegyházán működik az ország egyik legnagyobb vágóhídja. Az üzem 1996-ban létesült, tulajdonosa 2005 óta egy olasz vállalkozó Cipruson bejegyzett cége, a Hungary Meat Kft.
2018-ban bejelentették, hogy a városban cseh licensz alapján gyalogsági kézi lőfegyvergyártás kezdődik. Először csak a fegyverek összeszerelését végzik, majd januártól teljes kapacitással megindul a kézifegyerek gyártása. 2019 januárban még nem indult meg a termelés. Később elindult a sorozatgyártása a CZ BREN 2, a CZ Scorpion EVO 3 és a CZ P–09 típusú fegyvereknek. Továbbá készülnek ebben a gyárban német TPG 3 mesterlövészpuskák, valamint amerikai AR-10 és AR-15 típusú gépkarabélyok is.